# 瓦利耶尔
瓦利耶尔（法語：Vallière，法語發音：[valjɛʁ]）是法国克勒兹省的一个市镇，属于欧比松区。

## 地理
瓦利耶尔（45°54'21"N, 2°2'2"E）面积48.42 平方千米，位于法国新阿基坦大区克勒兹省，该省份为法国中部省份，位于法國中央高原西北部，北起安德尔省和谢尔省，西接维埃纳省，南至科雷兹省，东临多姆山省，东北与阿列省接壤。
与瓦利耶尔接壤的市镇（或旧市镇、城区）包括：巴尼兹、勒蒙泰伊欧维孔特、拉努阿耶、圣马克阿弗龙日耶、圣米歇尔德韦斯、圣康坦拉沙巴讷、圣伊里耶拉蒙塔涅。

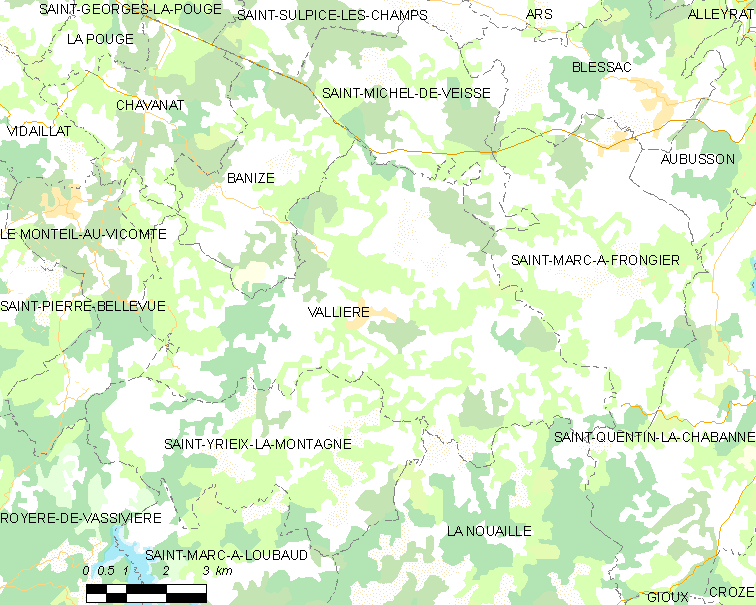
瓦利耶尔的OSM定位图

瓦利耶尔的时区为UTC+01:00、UTC+02:00（夏令时）。

## 行政
瓦利耶尔的邮政编码为23120，INSEE市镇编码为23257。

## 政治
瓦利耶尔所属的省级选区为费勒坦县。

## 人口

1962-2008年间瓦利耶尔人口变化图示

瓦利耶尔于2022年1月1日时的人口数量为714人。